# 亚历山大·乔千能
亚历山大·格里戈尔耶维奇·乔千能（俄语：Александр Григорьевич Чучалин，拉丁化：Aleksandr Grigor'evich Chuchalin，出生于1940年1月5日），俄罗斯科学院医学科学研究所呼吸科主任委员。

## 生平
亚历山大·乔千能1940年1月5日出生于列乌托夫（莫斯科州），1957年进入在莫斯科的第二列宁国立医学研究所。
从1963年到1965年一直在临床实习。1965到1968年间，亚历山大成为了研究生。
1974年博士毕业，1975年晋升为教授。
1990年至今任皮洛戈夫俄罗斯国家医学大学呼吸科科研究所主任。
2010年至今任国家医学部副院长、主席团成员。

## 科学学位
- 博士
- 俄罗斯医学科学院教授
- 古巴、捷克科学院院士。
- 俄罗斯联邦卫生部研究所呼吸科主任。
- 俄罗斯医学科学院内科、儿科主任。
- 俄罗斯首席治疗师。